# Bahnstrecke Gießen–Gelnhausen
| Streckennummer (DB): | 3701                    |                                                                                     |                                                                                     |
| Kursbuchstrecke (DB): | 631 (bis 1992: 511)     |                                                                                     |                                                                                     |
| Kursbuchstrecke: | 169g (1934) 193h (1946) |                                                                                     |                                                                                     |
| Streckenlänge: | 67,9 km                 |                                                                                     |                                                                                     |
| Spurweite: | 1435 mm (Normalspur)    |                                                                                     |                                                                                     |
| Streckenklasse: | D4                      |                                                                                     |                                                                                     |
| Streckengeschwindigkeit: | 80 km/h                 |                                                                                     |                                                                                     |
| |                         |                                                                                     |                                                                                     |
| Streckenverlauf \| \| \| von Frankfurt (Main) \| \| \| \| \| von Wetzlar \| \| \| \| 0,0 \| Gießen \| Gießen \| \| \| \| nach Kassel \| \| \| \| \| nach Fulda \| \| \| \| 1,9 \| Gießen Erdkauter Weg \| Gießen Erdkauter Weg \| \| \| 2,1 \| Industrieanschluss (mit Auflaufkurve) \| Industrieanschluss (mit Auflaufkurve) \| \| \| 2,5 \| Anschluss Erdkauter Weg MTG \| Anschluss Erdkauter Weg MTG \| \| \| 3,4 \| Anschluss Erdkauter Weg Bieber \| Anschluss Erdkauter Weg Bieber \| \| \| 6,2 \| Watzenborn-Steinberg[Anm. 1] \| Watzenborn-Steinberg[Anm. 1] \| \| \| 7,8 \| Garbenteich \| Garbenteich \| \| \| 9,1 \| Pfahlgraben \| Pfahlgraben \| \| \| \| Wetter \| \| \| \| 15,2 \| Lich (Oberhess) \| Lich (Oberhess) \| \| \| \| Butzbach-Licher Eisenbahn \| \| \| \| 18,6 \| Langsdorf (Oberhess) \| Langsdorf (Oberhess) \| \| \| \| von Mücke \| \| \| \| 21,8 \| Hungen \| Hungen \| \| \| \| nach Friedberg \| \| \| \| 25,2 \| Trais-Horloff \| Trais-Horloff \| \| \| 28,2 \| Ober-Widdersheim \| Ober-Widdersheim \| \| \| \| Gleisanschluss Basaltnickel \| \| \| \| 31,5 \| Borsdorf (Hess) \| Borsdorf (Hess) \| \| \| \| von Beienheim \| \| \| \| \| von Schotten \| \| \| \| 35,0 \| Nidda \| Nidda \| \| \| \| Nidda \| \| \| \| 41,7 \| Ranstadt \| Ranstadt \| \| \| \| Effolderbacher Tunnel (673 m) \| \| \| \| 44,5 \| Effolderbach \| Effolderbach \| \| \| \| von Lauterbach Nord \| \| \| \| 45,8 \| Glauburg-Stockheim \| Glauburg-Stockheim \| \| \| \| nach Bad Vilbel \| \| \| \| \| Industriegleis \| \| \| \| 49,2 \| Bleichenbach (Oberhess) \| Bleichenbach (Oberhess) \| \| \| 52,0 \| Büches-Düdelsheim \| Büches-Düdelsheim \| \| \| 54,8 \| Büdingen (Oberhess) \| Büdingen (Oberhess) \| \| \| \| Büdinger Tunnel (535 m) \| \| \| \| 62,2 \| Mittel Gründau \| Mittel Gründau \| \| \| \| \| \| \| \| \| Industriegleis von Rothenbergen (ursprünglich Fliegerhorst Gelnhausen-Rothenbergen) \| \| \| \| \| \| \| \| \| 66,0 \| Lieblos (ehem. Bf, Ausbau zum Bf geplant) \| Lieblos (ehem. Bf, Ausbau zum Bf geplant) \| \| \| \| von Frankfurt (Main) \| \| \| \| 69,7 \| Gelnhausen \| Gelnhausen \| \| \| \| nach Göttingen \| \| \| \| \| \| \| \| Quellen: [1][2] \| \| \| \| |                         |                                                                                     |                                                                                     |
| |                         | von Frankfurt (Main)                                                                |                                                                                     |
| Abzweig geradeaus und von links |                         | von Wetzlar                                                                         | von Wetzlar                                                                         |
| Bahnhof | 0,0                     | Gießen                                                                              | Gießen                                                                              |
| Abzweig geradeaus und nach links |                         | nach Kassel                                                                         | nach Kassel                                                                         |
| Abzweig geradeaus und nach links |                         | nach Fulda                                                                          | nach Fulda                                                                          |
| Haltepunkt / Haltestelle | 1,9                     | Gießen Erdkauter Weg                                                                | Gießen Erdkauter Weg                                                                |
| Abzweig geradeaus und ehemals von links | 2,1                     | Industrieanschluss (mit Auflaufkurve)                                               | Industrieanschluss (mit Auflaufkurve)                                               |
| Abzweig geradeaus und von links | 2,5                     | Anschluss Erdkauter Weg MTG                                                         | Anschluss Erdkauter Weg MTG                                                         |
| Abzweig geradeaus und nach rechts | 3,4                     | Anschluss Erdkauter Weg Bieber                                                      | Anschluss Erdkauter Weg Bieber                                                      |
| Haltepunkt / Haltestelle | 6,2                     | Watzenborn-Steinberg                                                                | Watzenborn-Steinberg                                                                |
| Haltepunkt / Haltestelle | 7,8                     | Garbenteich                                                                         | Garbenteich                                                                         |
| Dienststation / Betriebs- oder Güterbahnhof | 9,1                     | Pfahlgraben                                                                         | Pfahlgraben                                                                         |
| Brücke über Wasserlauf |                         | Wetter                                                                              | Wetter                                                                              |
| Bahnhof | 15,2                    | Lich (Oberhess)                                                                     | Lich (Oberhess)                                                                     |
| Kreuzung geradeaus unten (Querstrecke außer Betrieb) |                         | Butzbach-Licher Eisenbahn                                                           | Butzbach-Licher Eisenbahn                                                           |
| Haltepunkt / Haltestelle | 18,6                    | Langsdorf (Oberhess)                                                                | Langsdorf (Oberhess)                                                                |
| Abzweig geradeaus und ehemals von links |                         | von Mücke                                                                           | von Mücke                                                                           |
| Bahnhof | 21,8                    | Hungen                                                                              | Hungen                                                                              |
| Abzweig geradeaus und ehemals nach rechts |                         | nach Friedberg                                                                      | nach Friedberg                                                                      |
| Haltepunkt / Haltestelle | 25,2                    | Trais-Horloff                                                                       | Trais-Horloff                                                                       |
| Bahnhof | 28,2                    | Ober-Widdersheim                                                                    | Ober-Widdersheim                                                                    |
| Abzweig geradeaus und ehemals nach links |                         | Gleisanschluss Basaltnickel                                                         | Gleisanschluss Basaltnickel                                                         |
| Haltepunkt / Haltestelle | 31,5                    | Borsdorf (Hess)                                                                     | Borsdorf (Hess)                                                                     |
| Abzweig geradeaus und von rechts |                         | von Beienheim                                                                       | von Beienheim                                                                       |
| Abzweig geradeaus und ehemals von links |                         | von Schotten                                                                        | von Schotten                                                                        |
| Bahnhof | 35,0                    | Nidda                                                                               | Nidda                                                                               |
| Brücke über Wasserlauf |                         | Nidda                                                                               | Nidda                                                                               |
| Haltepunkt / Haltestelle | 41,7                    | Ranstadt                                                                            | Ranstadt                                                                            |
| Tunnel |                         | Effolderbacher Tunnel (673 m)                                                       | Effolderbacher Tunnel (673 m)                                                       |
| Haltepunkt / Haltestelle | 44,5                    | Effolderbach                                                                        | Effolderbach                                                                        |
| Abzweig geradeaus und ehemals von links |                         | von Lauterbach Nord                                                                 | von Lauterbach Nord                                                                 |
| Bahnhof | 45,8                    | Glauburg-Stockheim                                                                  | Glauburg-Stockheim                                                                  |
| Abzweig geradeaus und nach rechts |                         | nach Bad Vilbel                                                                     | nach Bad Vilbel                                                                     |
| Abzweig geradeaus und ehemals nach rechts |                         | Industriegleis                                                                      | Industriegleis                                                                      |
| Haltepunkt / Haltestelle | 49,2                    | Bleichenbach (Oberhess)                                                             | Bleichenbach (Oberhess)                                                             |
| Haltepunkt / Haltestelle | 52,0                    | Büches-Düdelsheim                                                                   | Büches-Düdelsheim                                                                   |
| Bahnhof | 54,8                    | Büdingen (Oberhess)                                                                 | Büdingen (Oberhess)                                                                 |
| Tunnel |                         | Büdinger Tunnel (535 m)                                                             | Büdinger Tunnel (535 m)                                                             |
| Bahnhof | 62,2                    | Mittel Gründau                                                                      | Mittel Gründau                                                                      |
| |                         |                                                                                     |                                                                                     |
| Abzweig geradeaus und ehemals von rechts |                         | Industriegleis von Rothenbergen (ursprünglich Fliegerhorst Gelnhausen-Rothenbergen) | Industriegleis von Rothenbergen (ursprünglich Fliegerhorst Gelnhausen-Rothenbergen) |
| |                         |                                                                                     |                                                                                     |
| Haltepunkt / Haltestelle | 66,0                    | Lieblos (ehem. Bf, Ausbau zum Bf geplant)                                           | Lieblos (ehem. Bf, Ausbau zum Bf geplant)                                           |
| Abzweig geradeaus und von rechts |                         | von Frankfurt (Main)                                                                | von Frankfurt (Main)                                                                |
| Bahnhof | 69,7                    | Gelnhausen                                                                          | Gelnhausen                                                                          |
| |                         | nach Göttingen                                                                      |                                                                                     |
| |                         |                                                                                     |                                                                                     |
| Quellen: |                         |                                                                                     |                                                                                     |

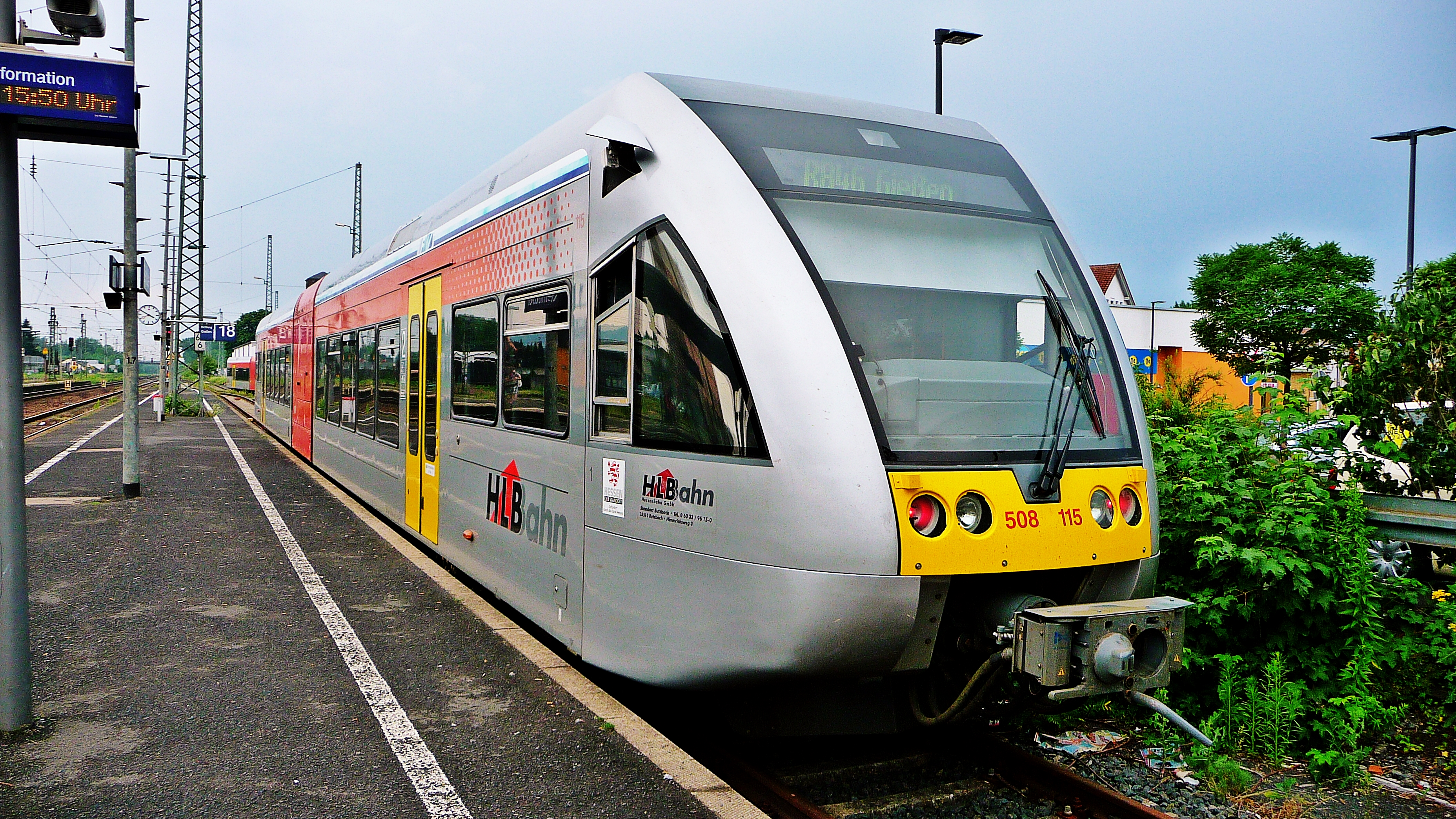
GTW 2/6 der HLB als RB 46 nach Gießen in Gelnhausen

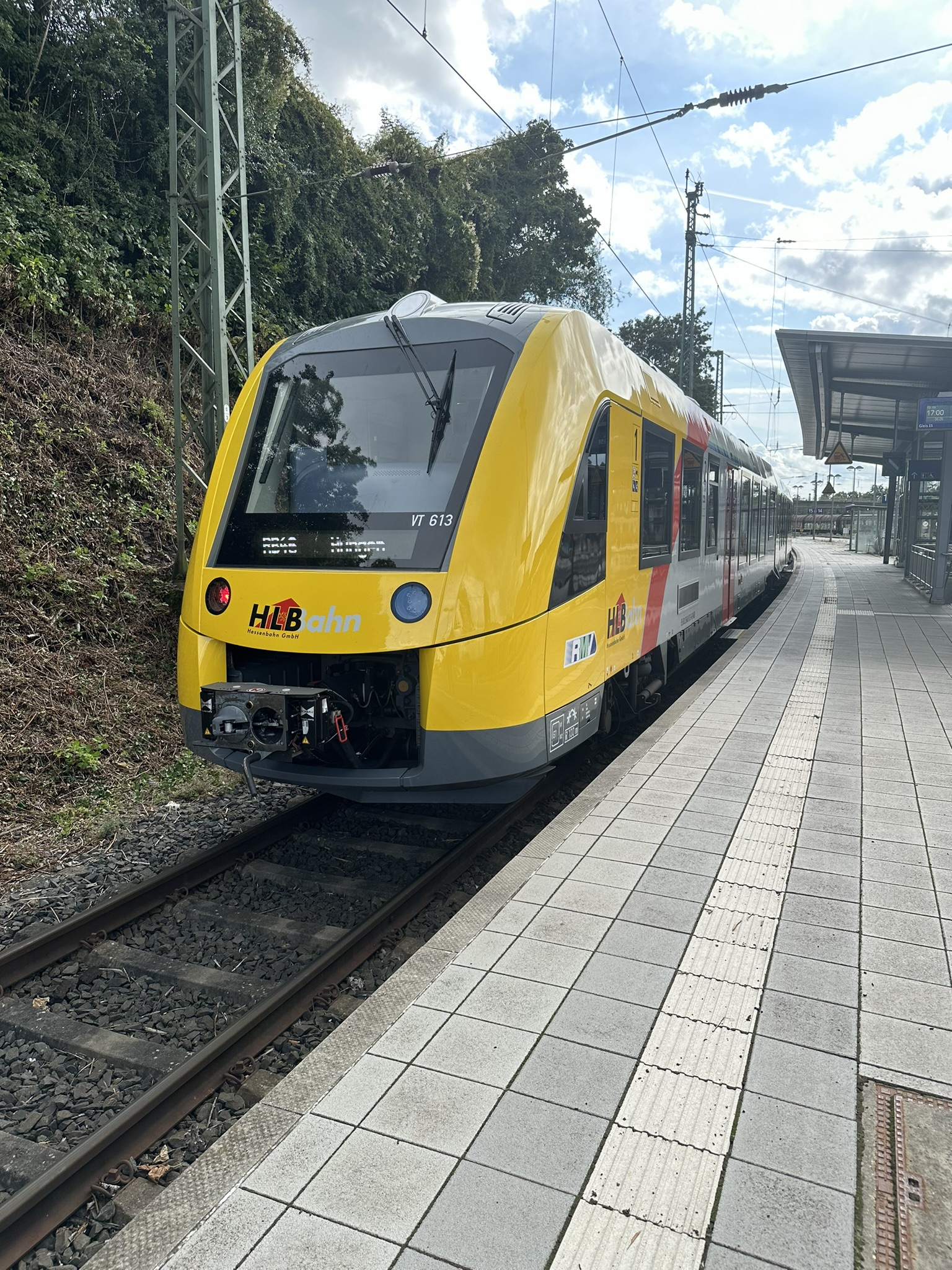
Alstom Coradia LINT 41 (Baureihe 2648) der HLB in Gießen als RB46 nach Hungen

Die Bahnstrecke Gießen–Gelnhausen ist eine eingleisige, nicht elektrifizierte Hauptbahn in Hessen, die von der bundeseigenen DB InfraGO AG betrieben wird. Sie verläuft von Gießen über Hungen, Nidda und Büdingen nach Gelnhausen. Die Verkehrslinie RB 46 auf der Strecke wird mittlerweile als Lahn-Kinzig-Bahn vermarktet.

## Geschichte
Geplant wurde die Bahn seit 1862, gebaut und betrieben wurde sie von den Oberhessischen Eisenbahnen, die sie in mehreren Abschnitten eröffneten:
| Datum      | von      | bis        | Länge    |
| ---------- | -------- | ---------- | -------- |
| 29.12.1869 | Gießen   | Hungen     | 21,83 km |
| 29.06.1870 | Hungen   | Nidda      | 13,23 km |
| 30.10.1870 | Nidda    | Büdingen   | 19,79 km |
| 30.11.1870 | Büdingen | Gelnhausen | 14,91 km |

Die Verlängerung nach Partenstein an der Main-Spessart-Bahn (bayerische Ludwigs-Westbahn) kam nicht mehr zustande. Allerdings gewann die Strecke ab 1888 an Bedeutung durch die Anbindung einiger Nebenbahnen in den Vogelsberg und die Wetterau.
Die Oberhessischen Eisenbahnen wurden 1876 von den Großherzoglich Hessischen Staatseisenbahnen übernommen, die wiederum 1896 mit den Preußischen Staatseisenbahnen zur Preußisch-Hessischen Eisenbahngemeinschaft fusionierten.
Ein zweigleisiger Ausbau wurde nicht realisiert, obwohl verschiedene Kunstbauten – wie die beiden Tunnel – für einen zweigleisigen Betrieb vorbereitet waren.
Eine in der Nacht vom 8. auf den 9. November 1940 vor der westlichen Einfahrt des damaligen Bahnhofs und heutigen Haltepunkts Lieblos von der britischen Luftwaffe abgeworfene Bombe explodierte zwar nicht, beschädigte den Bahnkörper aber so stark, dass der erste morgendliche, aus Richtung Gründau kommende Zug entgleiste. Ein Toter und mehrere Verletzte waren die Folge. Die Strecke blieb zwei Wochen lang gesperrt, bevor die Bombe ausgegraben und entschärft worden war.

## Betrieb
Die Strecke wird derzeit durch Personenzüge (GTW 2/6) der HLB Hessenbahn GmbH, einem Unternehmen der Hessischen Landesbahn, im Auftrag des Rhein-Main-Verkehrsverbundes (RMV) bedient. Seit dem Fahrplanwechsel 2019/2020 am 15. Dezember 2019 findet pro Richtung ganzjährig auch an Wochenenden und Feiertagen von morgens bis abends im Stundentakt eine Fahrt statt.
Seit Herbst 2023 ist der Betrieb auf der Strecke wegen unbesetzter Stellwerke eingeschränkt. Dies betrifft vor allem die mechanischen Stellwerke auf den Abschnitten Gießen–Nidda und Glauburg-Stockheim–Gelnhausen. Der Zugbetrieb wird daher regelmäßig zu bestimmten Zeiten eingestellt. So fahren im August 2024 die Züge wochentags nur von 6 bis 16 Uhr, an Samstagen von 7 bis 17 Uhr und an Sonntagen von 7 bis 19 Uhr auf der Strecke.

## Zukunft
In Pohlheim sollen statt des bestehenden Bahnhaltpunktes Garbenteich zwei neue Bahnhaltepunkte in Hausen sowie in Garbenteich in der Nähe des Friedhofs entstehen. Durch die Maßnahme werden 200 neue Fahrgäste erwartet, der Nutzen ist höher als die Kosten.
Der Entwurf für den Deutschland-Takt sieht ungefähr in Höhe Pohlheim-Pfahlgraben die Begegnung von Zügen vor.
Lich strebt den Bau eines neuen Haltepunkts Lich West an, da sich die Stadt vor allem nach Westen ausgedehnt hat.
In Gießen gibt es Überlegungen, einen neuen Bahnhaltepunkt in Höhe des Aulwegs in Betrieb zu nehmen und den Bahnhaltepunkt Erdkauter Weg etwas stadtauswärts in Höhe der Ferniestraße zu verlegen, wenn dort eine neue Unterführung gebaut wird. Ziel der Verlegung ist es, die Anbindung an die Buslinie 10 zu erhalten.
Im Rahmen des geplanten viergleisigen Ausbaus der Kinzigtalbahn ist vorgesehen, den bisher als eingleisigen Haltepunkt betriebenen Bahnhof in Lieblos wieder als zweigleisigen Kreuzungsbahnhof zu reaktivieren.
Des Weiteren wird in diesem Zusammenhang in Lieblos ein ESTW-A errichtet.
Im Sommer 2024 fanden darüber hinaus im Abschnitt Gießen–Nidda Bauarbeiten zum Ersatz der mechanischen Stellwerke durch ESTW statt. Im Rahmen dieser Modernisierung soll die Zuverlässigkeit durch Verringerung des Bedarfs an Stellwerkspersonal steigen. Der Mangel an Stellwerkspersonal sorgte ab 2023 für zahlreiche Betriebseinschränkungen entlang der Strecke.

## Besonderheiten
Der Bahnhof Pfahlgraben, ein Betriebsbahnhof ohne Personenverkehr, liegt nahe dem Obergermanischen Limes, Weltkulturerbe der UNESCO. Zwischen Hungen und Ober-Widdersheim wird der dort allerdings nicht mehr sichtbare Limes zweimal gequert.
Neben dem Büdinger Tunnel, der einen westlichen Ausläufer des Großen Reffenkopfes unterfährt, liegt auch der Effolderbacher Tunnel  an der Strecke.